# Johan Stensson Rothman
Pour les articles homonymes, voir Rothman.
Johan Stensson Rothman est un médecin et un  naturaliste suédois, né à Växjö le 24 février 1684 et décédé à Växjö le 20 juillet 1763.

## Biographie
Il étudie à Harderwijk et à Leyde où il suit les cours d’Herman Boerhaave (1668-1738). Après avoir obtenu son diplôme de docteur en médecine à Harderwijk, en 1713, il devient le médecin du Comté de Kronoberg, en 1718, puis enseigne l’histoire naturelle à l’école supérieure de Växjö, à partir de 1720. Il est influencé par les travaux de Sébastien Vaillant (1669-1722) sur la sexualité des végétaux auxquels il initie l’un de ses anciens élèves, Carl von Linné (1707-1778). Il est marié avec Anna Elisabeth Rothman. Son fils est le botaniste Göran Rothman (1739-1778), traducteur de Voltaire (1694-1778) et d’Alexander Pope (1688-1744), et qui étudiera auprès de Linné.

## Source
- Italian Ornithological Web Site
- Notices d'autorité :   - VIAF
  - ISNI
  - IdRef
  - GND
  - Italie
  - Pays-Bas
  - Suède

J.Rothman est l’abréviation botanique standard de Johan Stensson Rothman.
Consulter la liste des abréviations d'auteur en botanique ou la liste des plantes assignées à cet auteur par l'IPNI, la liste des champignons assignés par MycoBank, la liste des algues assignées par l'AlgaeBase et la liste des fossiles assignés à cet auteur par l'IFPNI.